# Przejście graniczne Budomierz-Hruszów
Przejście graniczne Budomierz-Hruszów – polsko-ukraińskie drogowe przejście graniczne na trasie Lubaczów (województwo podkarpackie, droga wojewódzka nr 866) – Niemirów. Prace budowlane po stronie polskiej zakończono w maju 2013 roku. Prace po stronie ukraińskiej nad drogą dojazdową do Niemirowa zakończono w listopadzie 2013 roku. Przejście otwarto 2 grudnia 2013 r.

## Historia
Pierwsze starania o budowę przejścia, samorządy lokalne po obu stronach granicy podjęły już w 1988 roku. Jednak dopiero w 2008 roku został ogłoszony przetarg, a jego rozstrzygnięcie zapadło w kwietniu 2010 roku. Kontrakt na wartą ponad 140 milionów zł budowę, został podpisany z firmą Erbud z Warszawy – kamień węgielny wmurowano 31 maja 2010 roku.
Po stronie polskiej w celu zapewnienia łatwiejszego dojazdu do przejścia, w okresie od października 2010 do października 2012 gruntownie zmodernizowano drogę wojewódzką nr 866. W ramach wartego prawie 59 milionów zł projektu, na odcinku Lubaczów – Budomierz przebudowano ponad 11 km drogi i zbudowano 2 km nowego odcinka w obrębie przejścia granicznego. Powstało też 7 km ciągów pieszo-rowerowych, ponad 3 km chodników, wybudowano 9 nowych zatok autobusowych i zmodernizowano 13 skrzyżowań.
Koniec prac nad przejściem granicznym, którego koszt po stronie polskiej wyniósł ostatecznie około 145 mln zł, nastąpił w maju 2013, jednak pozostało ono nieczynne do czasu wybudowania przez stronę ukraińską drogi dojazdowej do przejścia, oraz zamontowania niezbędnej linii teleinformatycznej. Obecnie po stronie ukraińskiej wąska 10-kilometrowa droga dojazdowa z Niemirowa do Hruszewa jest w stanie rozpadu. Minister Transportu, Budownictwa i Gospodarki Morskiej Rzeczypospolitej w lutym 2012 roku interweniował w sprawie rozpoczęcia prac u swojego odpowiednika na Ukrainie. Odpowiedź przyszła ze szczebla niższego, a w jej treści znalazły się słowa: droga dojazdowa do przejścia granicznego Budomierz-Hruszew musi być wybudowana praktycznie od zera i że obecnie nie jest znany dokładny termin rozpoczęcia prac.
Na początku sierpnia Ukraińcy ruszyli z budową drogi na odcinku Hruszew-Granica Państwa, pracę po ich stronie zostały zakończone w listopadzie, a przejście ruszyło na początku grudnia.

## Plany
Zgodnie z założeniami wspólne polsko-ukraińskie odprawy będą odbywać się po polskiej stronie granicy. Przejście będzie mieć po osiem pasów do odpraw w obu kierunkach i czynne będzie przez całą dobę. Na przejściu będą odprawiane samochody osobowe, autobusy oraz samochody ciężarowe o ładowności do 3,5 tony. Według planów przez terminal ma przejeżdżać około 3 tys. pojazdów i odprawianych ma być około 8 tys. osób na dobę.